# 嘉年華 (電影)
《嘉年華》（英語：Angels Wear White），中国大陸剧情片，由导演文晏编剧并执导，為第74屆威尼斯影展主竞赛片。2017年11月24日於中國大陆上映，同年11月，獲得第54屆金馬獎最佳導演獎。
本片代表中国角逐第91届奥斯卡金像奖最佳外语片。

## 剧情
一天晚上，在旅馆打黑工的小米（文淇 饰）通过监控摄像头目睹并录下了少女小文（周美君 饰）和同学新新被性侵的关键证据，但没有身份证的小米为了避免接触警察选择沉默，以保住自己六百元人民币的薪水。不安慰反而掌掴女儿骂她不三不四的小文妈妈，缺席小文成长的亲生父亲，屈服于施暴者权势金钱的新新父母，怕事的旅馆老板……一同揭开了嘉年华时代背后的阴暗角落。

## 角色
- 史可 饰 郝洁，女律师
- 文淇 饰 小米，未成年打工少女
- 周美君 饰 孟小文，小学生
- 耿乐 饰 孟涛，小文父
- 王栎鑫 饰 小健
- 刘威葳 饰 小文母
- 蒋欣悦 饰 张新新，小文好友
- 陳竹昇 饰 飯店經理

## 评价
金马最佳导演获奖评价：「嘉年华是文晏导演的第二部作品，电影描述了一桩未成年少女的性侵案，目击者同为少女，镜头捕捉了被无力感层层包夹的青春，冷静而不煽情的批判反而更深烙人心。」

## 獲獎與提名

### 第74届威尼斯电影节金獅獎
| 年份 | 獲提名     | 獎項       | 結果 |
| ---- | ---------- | ---------- | ---- |
| 2017 | 《嘉年華》 | 主竞赛单元 | 提名 |

### 安塔利亞國際電影節金橘獎
| 年份 | 獲提名     | 獎項       | 結果 |
| ---- | ---------- | ---------- | ---- |
| 2017 | 《嘉年華》 | 最佳影片   | 獲獎 |
| 2017 | 文淇       | 最佳女演員 | 獲獎 |

### 金馬獎
| 年份 | 獲提名     | 獎項       | 結果 |
| ---- | ---------- | ---------- | ---- |
| 2017 | 《嘉年華》 | 最佳劇情片 | 提名 |
| 2017 | 文晏       | 最佳導演   | 獲獎 |
| 2017 | 文淇       | 最佳女主角 | 提名 |

### 第1届平遥国际电影節
| 年份 | 獲提名     | 獎項                     | 結果 |
| ---- | ---------- | ------------------------ | ---- |
| 2017 | 《嘉年華》 | 费穆荣誉最佳影片         | 獲獎 |
| 2017 | 文淇       | 观众票选荣誉特别表扬     | 獲獎 |
| 2017 | 文淇       | 影展之最单元最受欢迎影片 | 提名 |

### 第18届华语电影传媒盛典
| 年份   | 獲提名     | 獎項       | 結果 |
| ------ | ---------- | ---------- | ---- |
| 2018年 | 《嘉年华》 | 年度电影   | 提名 |
| 2018年 | 文晏       | 年度新导演 | 提名 |
| 2018年 | 周美君     | 年度新演员 | 獲獎 |

### 第38屆香港電影金像獎
| 年份 | 獲提名     | 獎項             | 結果 |
| ---- | ---------- | ---------------- | ---- |
| 2019 | 《嘉年華》 | 最佳兩岸華語電影 | 提名 |